# 24 avril 1997
Le jeudi 24 avril 1997 est le 114e jour de l'année 1997.

## Naissances
- Florian Latorre, pilote automobile français
- Lydia Ko, golfeuse néo-zélandaise d'origine sud-coréenne
- Jérémy Gélin, footballeur français
- Veronika Kudermetova, joueuse de tennis russe
- Arturo Deliser, athlète panaméen

## Décès
- Felice Ippolito (né le 16 novembre 1915), géologue et ingénieur italien
- Robert Erickson (né le 7 mars 1917), compositeur américain
- Alexeï Fiodorovitch Kanaïev (né le 25 décembre 1921), aviateur soviétique
- Eugene M. Stoner (né le 22 novembre 1922), concepteurs militaires d'armes à feu américain
- Allan Francovich (né en 1941), cinéaste américain

## Autres événements
- Création de Rede ferroviaria nacional
- Sortie du court métrage Des majorettes dans l'espace lors d'un festival en Allemagne
- Fondation de l'entreprise Flagship
- Lois Pasqua-Debré portant diverses dispositions relatives à l'immigration
- Inscription de l'Église Saint-Jacques de Pirmil au titre des monuments historiques
- Verdict rendu dans le cadre de l'affaire de la profanation du cimetière juif de Carpentras
- Découverte d'une exoplanète dans le système Rho Coronae Borealis